# Peperomia trinervula
Peperomia trinervula là một loài thực vật có hoa trong họ Hồ tiêu. Loài này được C.DC. miêu tả khoa học đầu tiên năm 1869.